# Aleuroclava subindica
Aleuroclava subindica es un hemíptero de la familia Aleyrodidae, con una subfamilia: Aleyrodinae. Fue descrita científicamente en 2007 por Martin & Mound.